# NGC 247
NGC 247 (ook wel PGC 2758) is een spiraalvormig sterrenstelsel in het sterrenbeeld Walvis.
NGC 247 werd op 20 oktober 1784 ontdekt door de Duits-Britse astronoom William Herschel.
NGC 247 maakt deel uit van de Beeldhouwergroep, een groep sterrenstelsels rond NGC 253, het Beeldhouwer-sterrenstelsel. Deze groep is de meest nabije groep van sterrenstelsels bij de Lokale Groep. De geschatte afstand van NGC 247 tot de Aarde werd na recente metingen teruggebracht tot iets meer dan 11 miljoen lichtjaar.